# Hans TB Hansson
Hans Tommy Bertil Hansson med artistnamnet Hans TB Hansson, född 18 juni 1954 i Helsingborg, är en svensk konstnär inom en surrealistisk, mytologisk och poetisk stil med målning och grafik. 
Hansson är utbildad vid Målarskolan Forum (nuvarande Konsthögskolan i Malmö) 1972-74 och grafisk vidareutbildning under 1970-80-talen. 
Separatutställningar bland annat vid Galleri Öresund Landskrona 1976, Skådebanan Linköping 1977, Galleri Tio Lund 1978, Karlshamns Konstförening 1978, Galleri Köpmansgården Helsingborg 1985-86, Galleri Skattgömman Borlunda 1987, 1989, Landskrona konsthall 1993, Örkelljunga Kulturhus, Galleri Moment i Ängelholm, Konsthallen Kraften i Lomma 2006.
Samlingsutställningar bl.a. vid Konstfrämjandet i Malmö 1973, Vårsalongen Vikingsberg 1974-76, Kullakonst 1975, Liljevalchs vårsalong 1977, Konstnärernas Samarbetsorganisation (KSO) i Malmö Rådhushall flera år 1977-1990, Galleri Nordvästen Helsingborg 1982, 1984, 1986, 1988-89, "Internationellt" Kobe Japan 1987, Marienslyst Helsingör 1982, Fondazione GH 1 Rom 1982, Artisti Della Academia San Michele Italien 1988, Konstnärscentrum Malmö 1984, 1986, Kalmar läns museum 1989, Internationella Teckningstreinnalen Wraclaw Polen 1990, Galleri Ödmo, Briiska galleriet och Konstmässan Olympia i Helsingborg. 
Representerad bland annat vid Moderna museet[källa behövs] i Stockholm, Fondazione GH 1 Rom, Region Skåne, Kalmar läns museum och Helsingborgs stadsmuseum, Riksföreningen Folkets Hus och Parker, Riksföreningen Våra Gårdar, samt olika kommuner.
Han är medlem i KRO och under flera år även aktiv i Konstnärernas Samarbetsorganisation (KSO).